# 사카타 료타
사카타 료타(일본어: 坂田 良太, 1992년 2월 25일 ~ )는 일본의 전 축구 선수이다.

## 구단 경력
그는 2013년부터 2019년까지 J리그의 로아소 구마모토, 도치기 SC에서 활동하였다.